# Ginalloa siamica
Ginalloa siamica är en sandelträdsväxtart som beskrevs av William Grant Craib. Ginalloa siamica ingår i släktet Ginalloa och familjen sandelträdsväxter. Inga underarter finns listade i Catalogue of Life.